# Die erwachende Venus
Die erwachende Venus ist der Titel eines stummen deutschen Detektivdramas, das Adolf Gärtner 1918 nach einem Manuskript, das er mit Paul Rosenhayn geschrieben hatte, für Julius Greenbaums Deutsche Bioskop inszenierte.
Der Film war Bestandteil der Phantomas-Detektiv-Serie, den Detektiv spielte Rolf Loer. Seine Partnerin im Film war Ria Jende.

## Handlung
Bronzestatue führt zur Aufklärung von Raubmord.
(Inhaltsangabe aus GECD #21545)

## Produktionsnotizen
Wer die Produktion der Greenbaum-Film GmbH / Deutsche Bioskop photographiert und wer die Bauten errichtet hat, ist nicht überliefert.
Der Film lag im April 1918 der Zensurbehörde vor. Die Polizei Berlin verhängte unter der Nr. 41732 ein Jugendverbot.
Der Film wird erwähnt in
- Der Film  No. 18, 1918

und ist registriert bei
- Birett, Verzeichnis in Deutschland gelaufener Filme, (München) No. 256, 1918 und  (München) No. 429, 1918

Er wurde im April 1918 im „Kali“ aufgeführt.
Das ‘Tonbild-Theater’ in Magdeburg, Breiter Weg 23, kündigte in einem Inserat in der sozialdemokratischen Volksstimme Nr. 212 vom 10. September 1918 an: “Rolf Loer als Phantomas in Die erwachende Venus. Detektivdrama in 4 Akten.” Im Beiprogramm gab es “Anna Müller-Lincke in Jung muss man sein. Lustspiel in 3 Akten.”
Das “Detektivdrama in 4 Akten von Paul Rosenhayn” ‘Die erwachende Venus’ mit Rolf Loer als Detektiv lief in Neumarkt in der Oberpfalz im Drei-Mohren-Kino am 22. Oktober 1918. Im Begleitprogramm gab es dazu zwei zweiaktige Lustspiele und einen Dokumentarfilm über die Hochseeflotte.